# Sandra Douglas
Sandra Douglas, född den 22 april 1967 i Manchester, är en brittisk före detta friidrottare som tävlade i kortdistanslöpning.
Douglas deltog vid Olympiska sommarspelen 1992 där hon var i semifinal på 400 meter. Hon ingick i stafettlaget på 4 x 400 meter där hon blev bronsmedaljör.

## Personlig rekord
- 400 meter - 51,41 från 1992